# Ponderella bundoona
Ponderella bundoona is een pissebed uit de familie Ponderellidae. De wetenschappelijke naam van de soort is voor het eerst geldig gepubliceerd in 2004 door Wilson & Keable.